# Rabán
A Rabán germán eredetű férfinév, jelentése: holló, más vélemény szerint viszont szláv eredetű, a jelentése pedig hős.

## Gyakorisága
Az 1990-es években szórványos név, a 2000-es években nem szerepel a 100 leggyakoribb férfinév között.

## Névnapok
- február 4.[2]

## Híres Rabánok
- Gerézdi Rabán, irodalomtörténész, könyvtáros, tanár, az irodalomtudományok kandidátusa